# 解析流形
在數學中，一個解析流形（有時也記作 {\displaystyle \mathbf {C} ^{\omega }} 流形）是一個拓撲流形 {\displaystyle M} 配上一族坐標鄰域 {\displaystyle (U_{\alpha },\phi _{\alpha })_{\alpha }}，使得坐標轉換 {\displaystyle (\phi _{\alpha }^{-1}\circ \phi _{\beta })|_{U_{\alpha }\cap U_{\beta }}} 都是實解析映射。

## 例子
- 仿射空間 {\displaystyle \mathbb {R} ^{n}}
- 射影空間 {\displaystyle \mathbb {R} P^{n}}
- 複流形皆是解析流形；反之，關於偶數維解析流形是否帶相容的複結構，目前已知二維時的充要條件是可定向性，此外所知甚少。

H. Whitney 在1936年證明了仿緊光滑流形上必有相容的解析結構。

## 推廣
若在解析流形的定義中以複解析取代實解析，得到的定義與複流形等價。
解析空間是處理解析流形的自然框架，此時可以容許帶奇點的幾何對象。同樣框架下亦可考慮超度量域（例如p進數）及其上的解析函數，以建構非阿基米德版本的解析幾何；但剛性解析空間或許更適合這種推廣。

## 文獻
- A.L. Onishchik, , Hazewinkel, Michiel  (编), , Springer, 2001, ISBN 978-1-55608-010-4